# Соронзонболдын Батцэцэг
Соронзонболдын Батцэцэг (монг. Соронзонболдын Батцэцэг; род. 5 октября 1990, Хашаат, Архангай, Монголия) — монгольская спортсменка, борец-вольник, чемпионка Азии и мира, бронзовый призёр Олимпийских игр.

## Биография
Батцэцэг родилась в 1990 году в сомоне Хашаат аймака Архангай. В 2010 году завоевала серебряную медаль Чемпионата Азии и золотую — Чемпионата мира. В 2012 году стала бронзовой призёркой Олимпийских игр.
На предолимпийском чемпионате мира в Казахстане в 2019 году в весовой категории до 68 кг, Соронзонболдын завоевала бронзовую медаль и получила олимпийскую лицензию для своего национального Олимпийского комитета.

## Награды
- Герой Труда Монголии (2017)[1]
- Орден Сухэ-Батора (2017)[2]